# بول مبونغو
بول مبونغو (مواليد 8 يناير 1971) هو ملاكم كاميروني، مثّل بلاده في الألعاب الأولمبية الصيفية 1996.

## روابط خارجية
بول مبونغو على موقع بوكس ريك (الإنجليزية) (registration required)
- بول مبونغو على موقع أوليمبيديا (الإنجليزية)